# Fresnoy-en-Thelle
Fresnoy-en-Thelle ist eine französische französische Gemeinde mit 874 Einwohnern (Stand: 1. Januar 2022) im Département Oise in der Region Hauts-de-France. Sie gehört zum Arrondissement Senlis, zur Communauté de communes Thelloise und zum Kanton Méru. 

## Geographie
Die Gemeinde Fresnoy-en-Thelle liegt in den Pays de Thelle, etwa 17 Kilometer südwestlich von Creil. Umgeben wird Fresnoy-en-Thelle von den Nachbargemeinden Neuilly-en-Thelle im Norden, Morangles im Osten, Le Mesnil-en-Thelle im Südosten und Süden, Chambly im Süden und Südwesten, Belle-Église und Bornel im Südwesten und Westen sowie Puiseux-le-Hauberger im Nordwesten.

## Bevölkerungsentwicklung
| Jahr                       | 1962 | 1968 | 1975 | 1982 | 1990 | 1999 | 2006 | 2013 | 2021 |
| -------------------------- | ---- | ---- | ---- | ---- | ---- | ---- | ---- | ---- | ---- |
| Einwohner                  | 274  | 260  | 400  | 724  | 828  | 818  | 921  | 943  | 877  |
| Quellen: Cassini und INSEE |      |      |      |      |      |      |      |      |      |

## Sehenswürdigkeiten
- Kirche Saint-Nicolas aus dem 12. Jahrhundert
- Schloss Lamberval

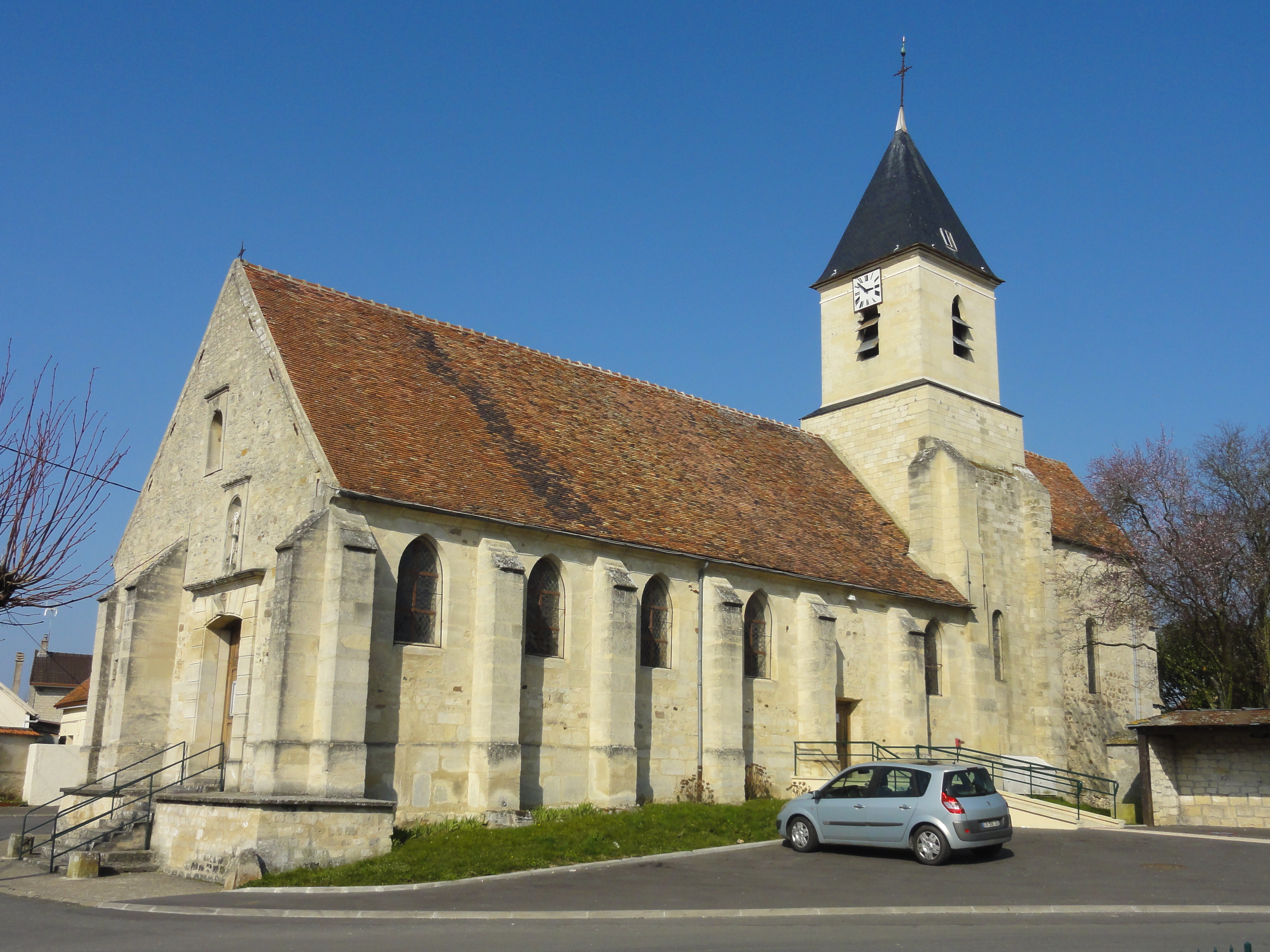
Kirche Saint-Nicolas
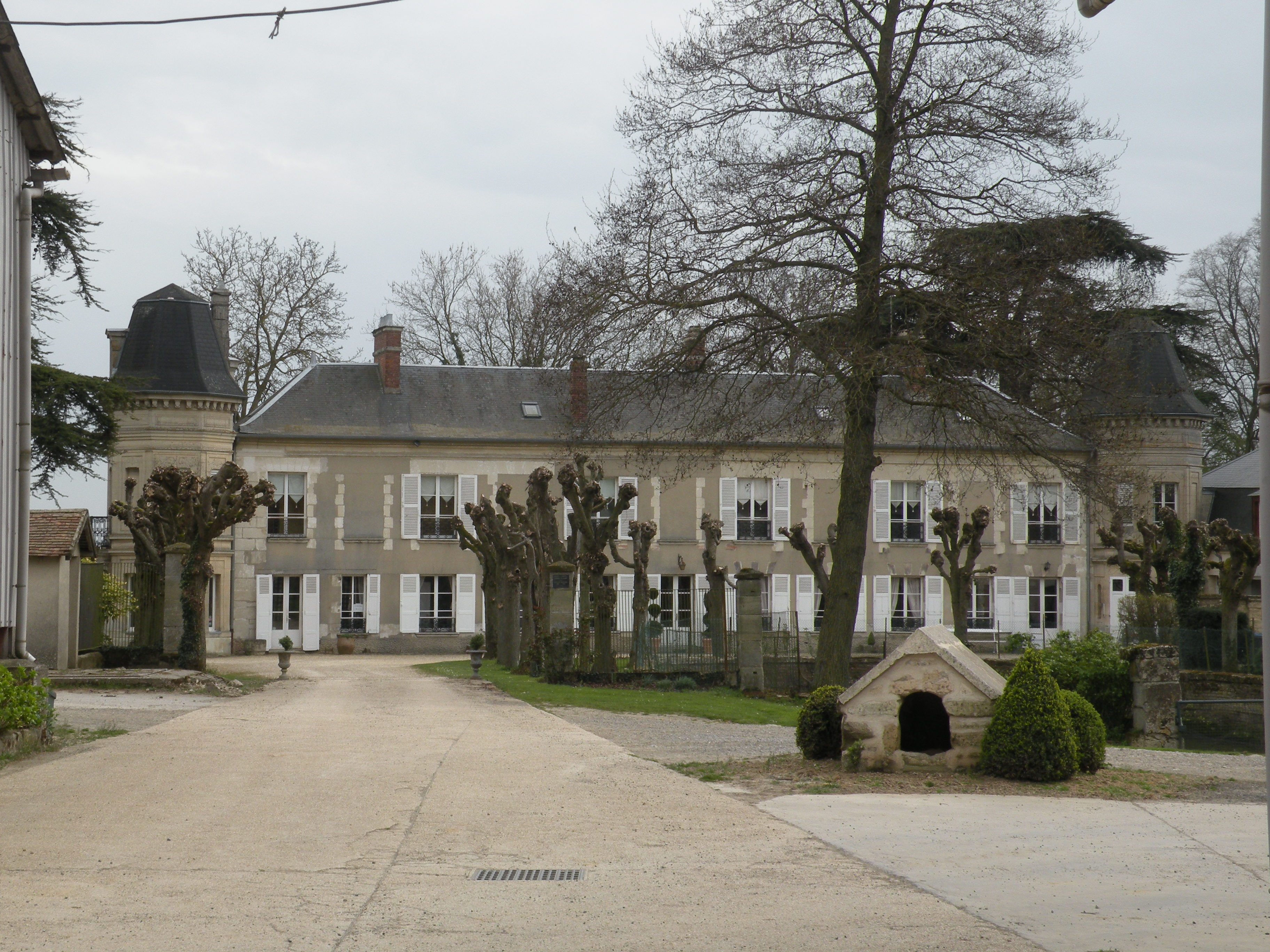
Schloss Lamberval
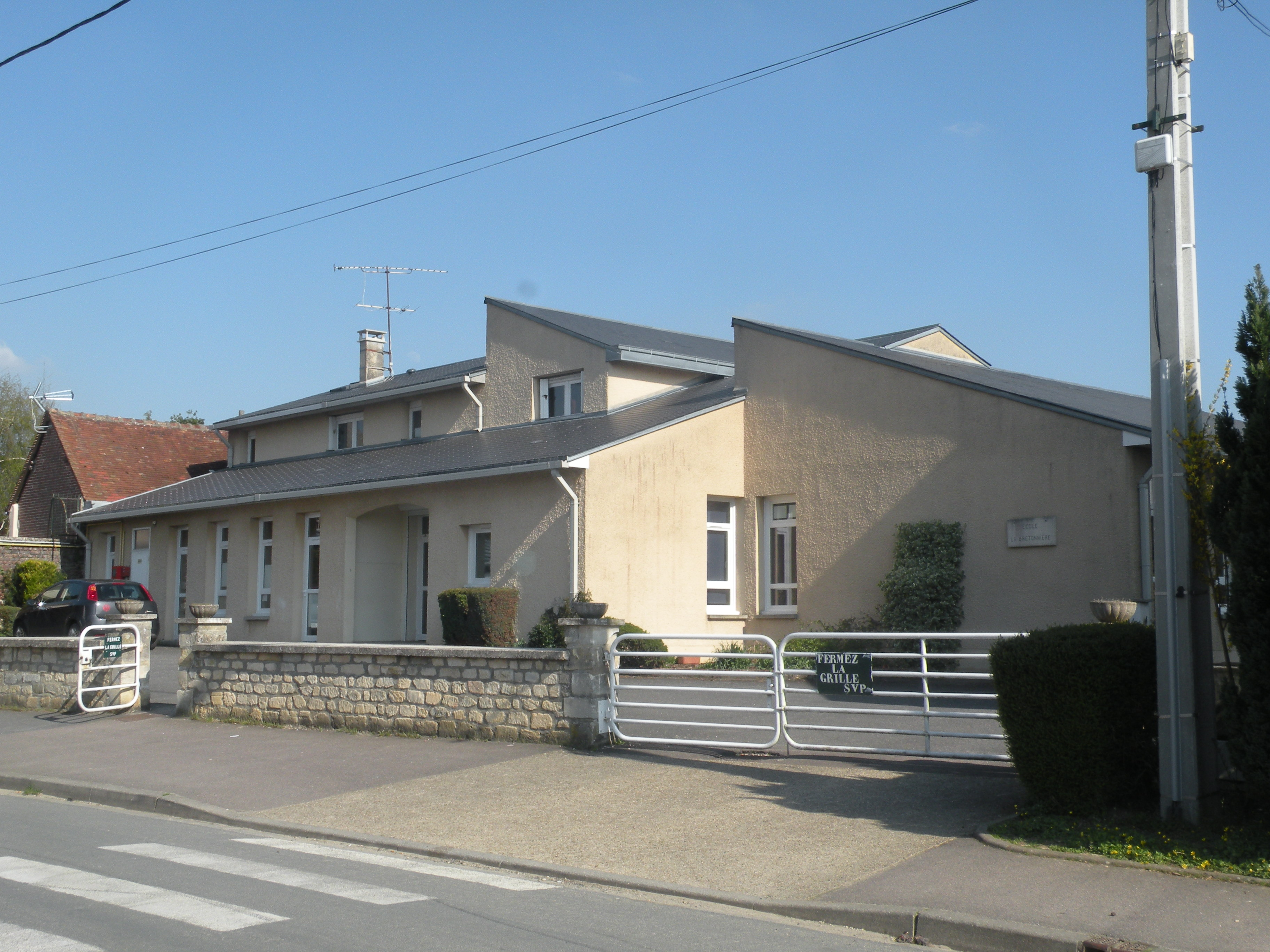
Schule
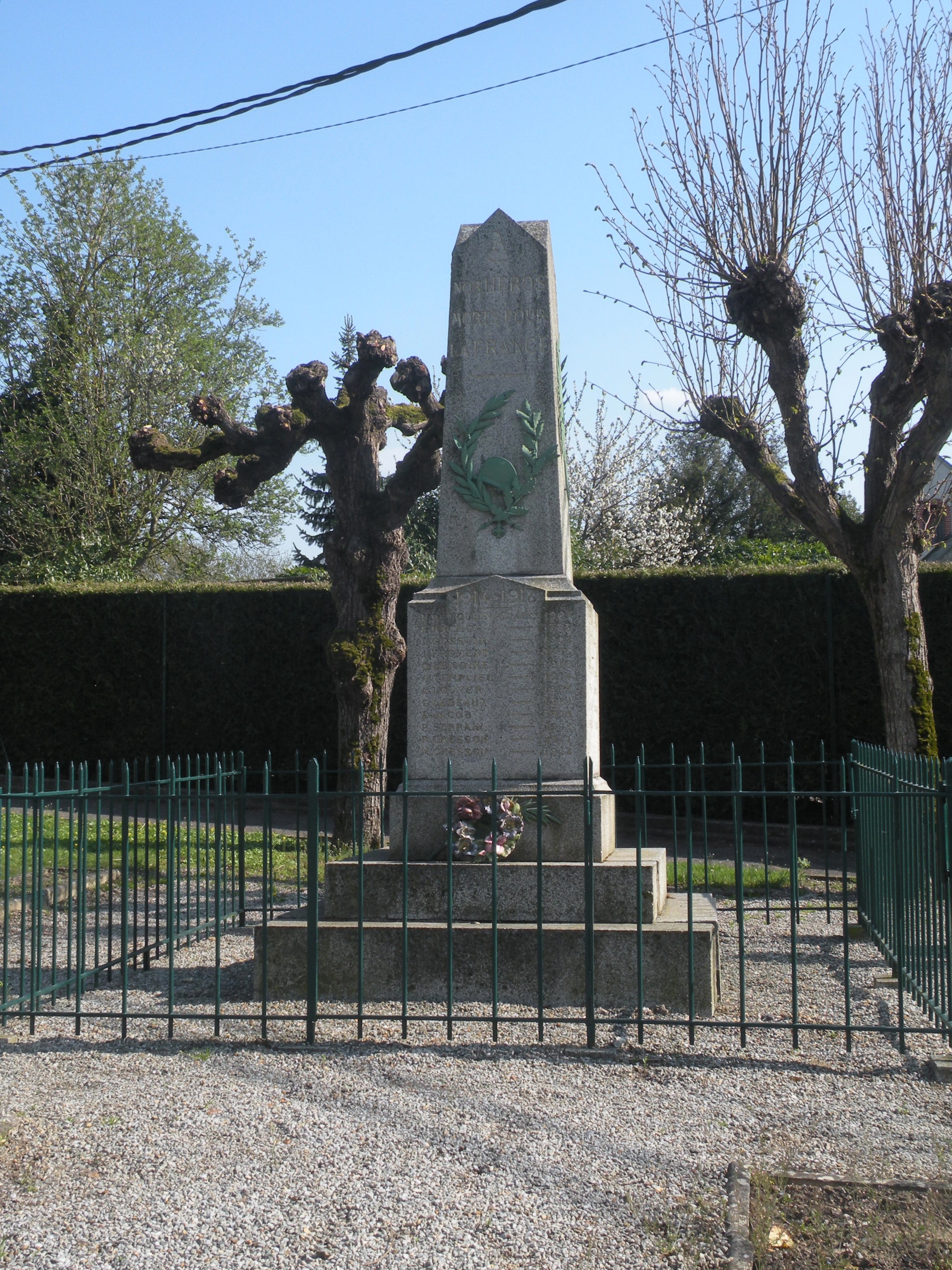
Gefallenendenkmal